# River Falls (Alabama)
Pour les articles homonymes, voir River Falls.
River Falls est une ville du comté de Covington située dans l'État d'Alabama, aux États-Unis,.
La ville est située à 5 miles d'Andalusia, le siège du comté.
L'origine du nom de River Falls fait référence à une chute d'eau, proche, sur la rivière Conecuh.
Un bureau de poste est créé en 1891 et la ville est incorporée en 1902 jusqu'en 1910 puis, à nouveau en 1935.

## Démographie
| 1910 | 1920  | 1930 | 1940 | 1950 | 1960 |
| ---- | ----- | ---- | ---- | ---- | ---- |
| 760  | 1 107 | 556  | 413  | 376  | 401  |

| 1970 | 1980 | 1990 | 2000 | 2010 | - |
| ---- | ---- | ---- | ---- | ---- | - |
| 580  | 669  | 710  | 616  | 526  | - |

## Source de la traduction
- (en) Cet article est partiellement ou en totalité issu de l’article de Wikipédia en anglais intitulé « River Falls, Alabama » (voir la liste des auteurs).